# شیمون شلاح
شیمون شلاح (انگلیسی: Shimon Shelah؛ زادهٔ ۱۹ مارس ۱۹۳۲) بازیکن بسکتبال اهل اسرائیل بود. وی در بازی‌های المپیک تابستانی ۱۹۵۲ شرکت کرده‌است.